# アーサー・M・サックラー・ギャラリー

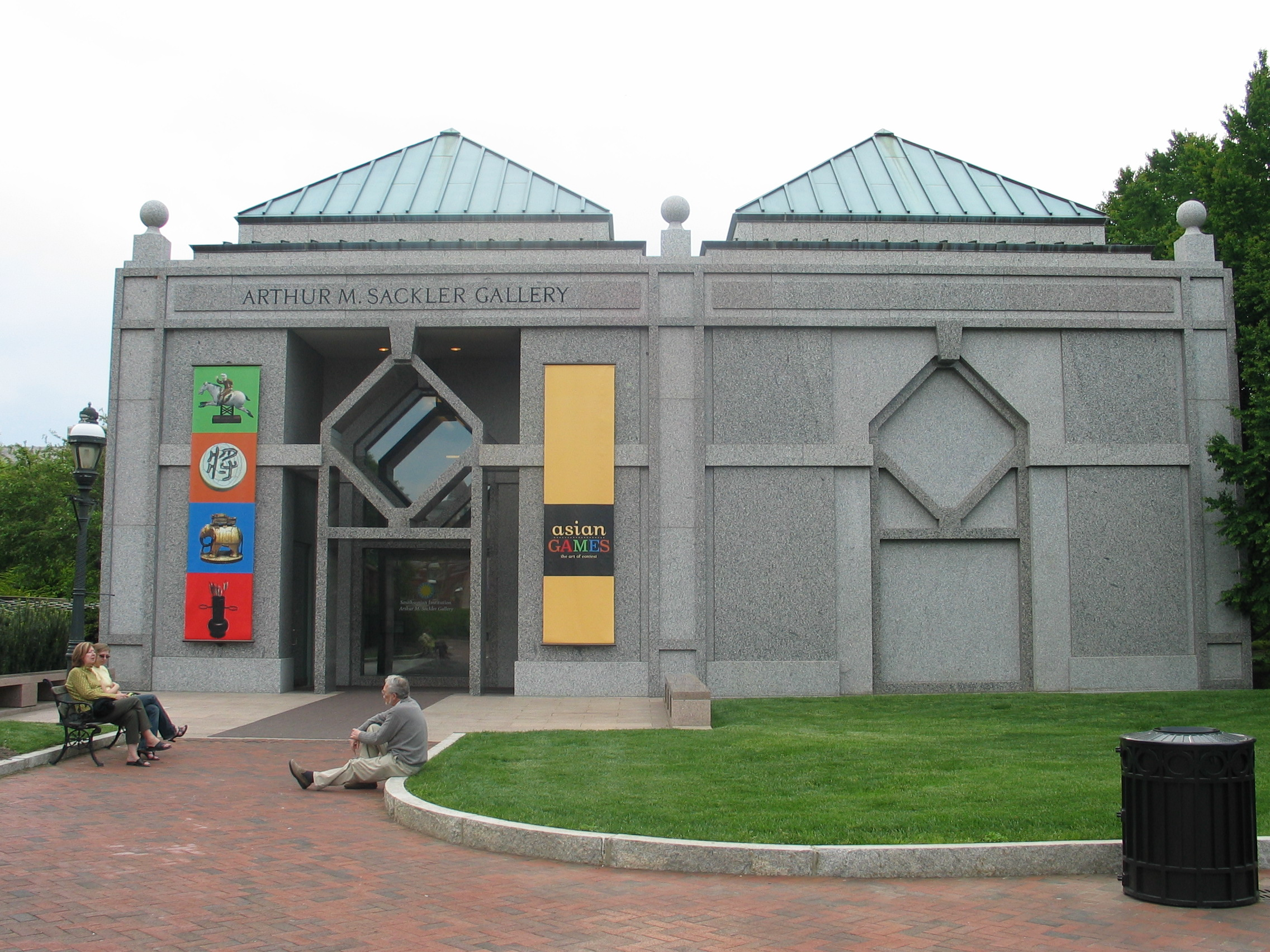
アーサー・M・サックラー・ギャラリー入り口

アーサー・M・サックラー・ギャラリー（英語名Arthur M. Sackler Gallery）は、アメリカ合衆国首都ワシントンD.C.の中心部にあるナショナル・モールに位置する、地下の展示が主体の博物館。スミソニアン博物館群の一つ。古代のアジア・中東諸国の作品展示が主である。地下でフリーア美術館と通路でつながっており、フリーア＆サックラー・ギャラリー等と統合して称されることもある。

## 沿革
アーサー・M・サックラー・ギャラリーは、ニューヨークの医療研究者であり医学関係新聞の発行者でもあったアーサー・M・サックラー (1913年8月22日–1987年5月26日) から受けた400万ドルもの寄付金で建てられ1987年に開館し、およそ1000点の寄贈作品群を収めた。建造物の名称はその名の通り作品を贈呈した本人に因む。寄贈されたものはほぼ全て中国の古代美術やイスラム文化の資料を始めとする、アジア諸国の作品である。特にインドの彫刻、中国の壷や図画などの骨董作品が数多く、一方で古代王朝の彫刻やチベット・日本の絵画なども展示されている。
サックラー・レクチャーの創設者として名高いレイモンド・R・サックラー (1920年2月16日–2017年7月17日) は弟である。

## 概要
入場無料。隣のフリーア美術館とは地下階の展示通路で両方を行き来できるように繋がっており、また両建造物における責任者、並びに学芸員なども共通である。また展示する作品の趣旨もフリーア美術館と同じであることから、呼称や開館時間等の運営に関わる事柄が統一されることもある。事実、公式ページはフリーア美術館との共同サイトとなっており、会員団体もフリーア美術館との合同のものである。入り口はスミソニアン協会本部（キャッスル）の入り口南に広がる庭園に面している。滑らかな石の建築が施されているエントランスから、筒抜けとなっている地下の展示室へ入るつくりとなっている。学芸員による館内ツアーも逐一行われている他、家族一体となって参加できるプログラムやワークショップなどのイベントも充実している。また展示では、2006年初頭に葛飾北斎の作品展が行われた。現地では教育プログラムを援助するインターンシップやボランティアも募集されている。インデペンデンス通り (Independence Avenue) という通りに面し、キャッスルと呼ばれるスミソニアン協会本部建物に近接している。最寄り駅はワシントンメトロの「L'Enfant Plaza 駅」か「Smithsonian 駅」。

## ギャラリー

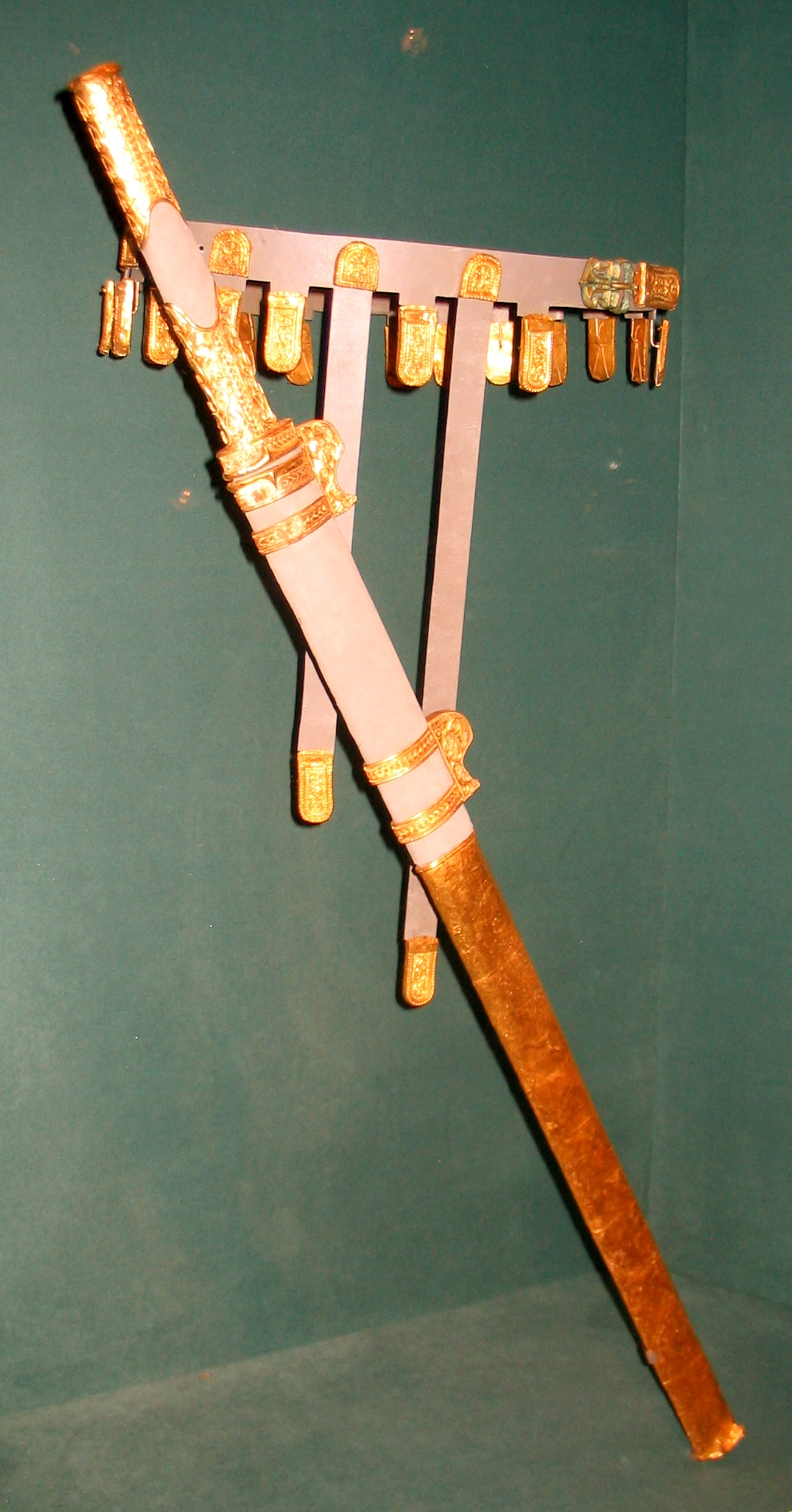
7世紀頃、サーサーン朝の剣
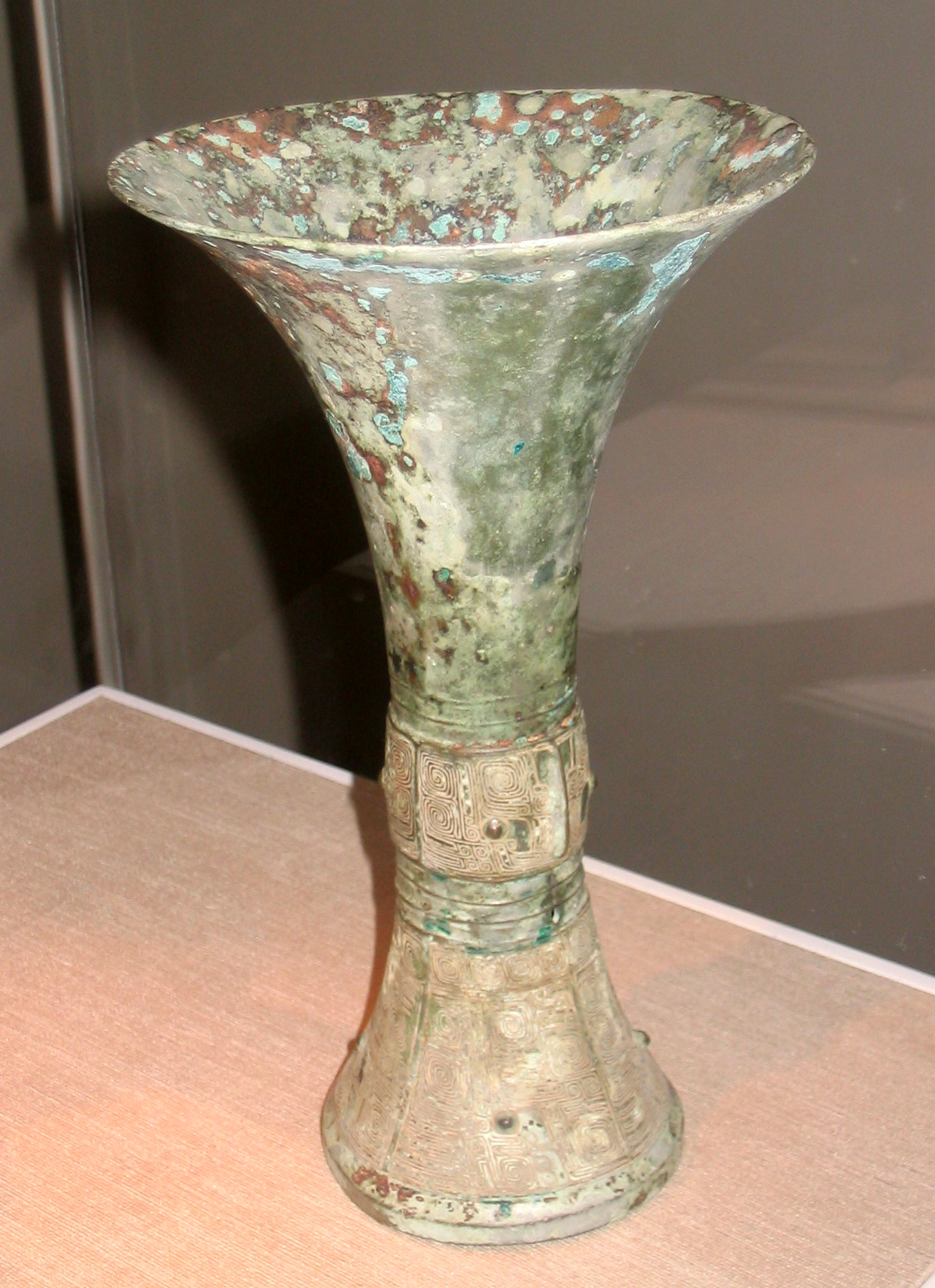
紀元前13世紀頃、中国殷時代の器
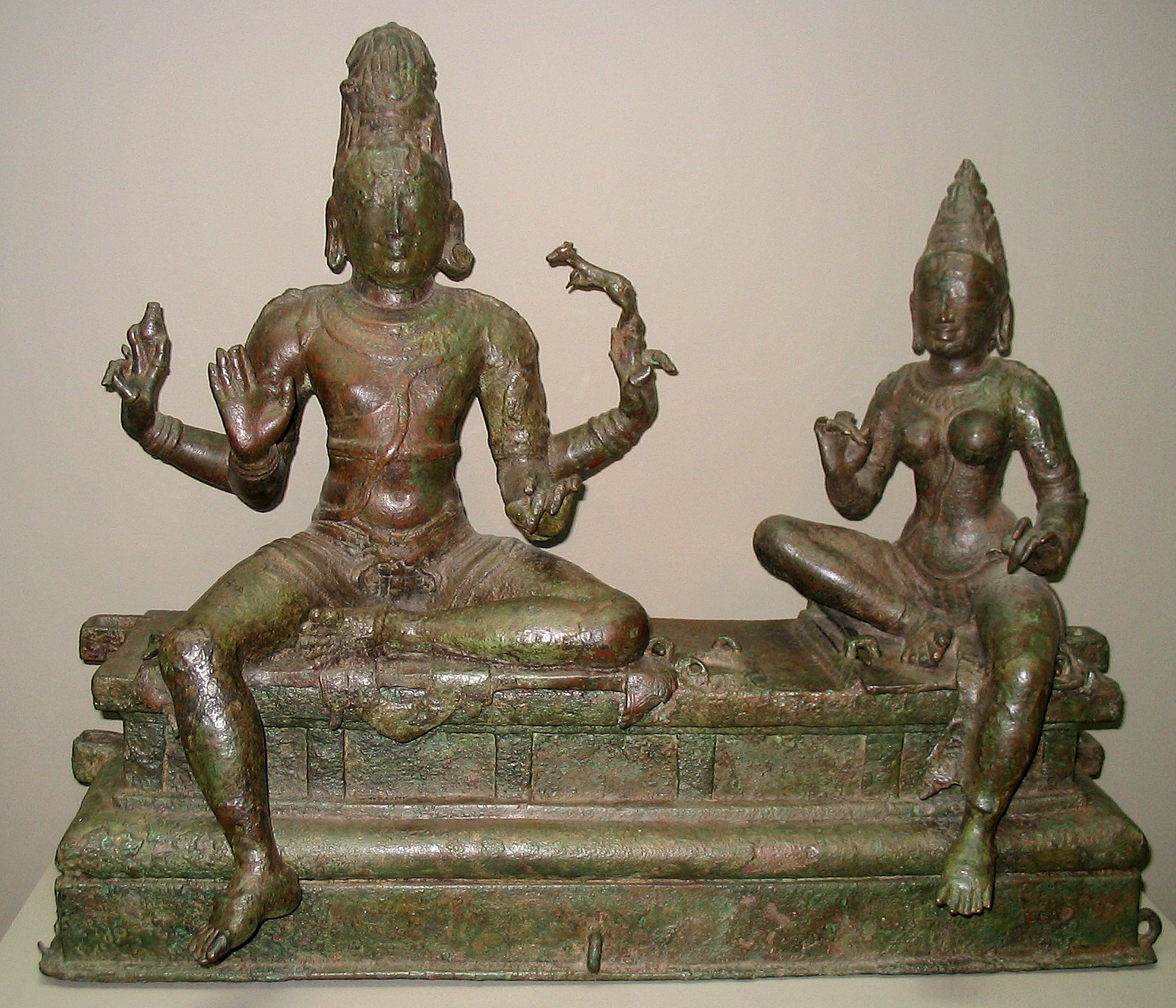
12世紀頃、チョーラ朝のシヴァ・ウマ銅像
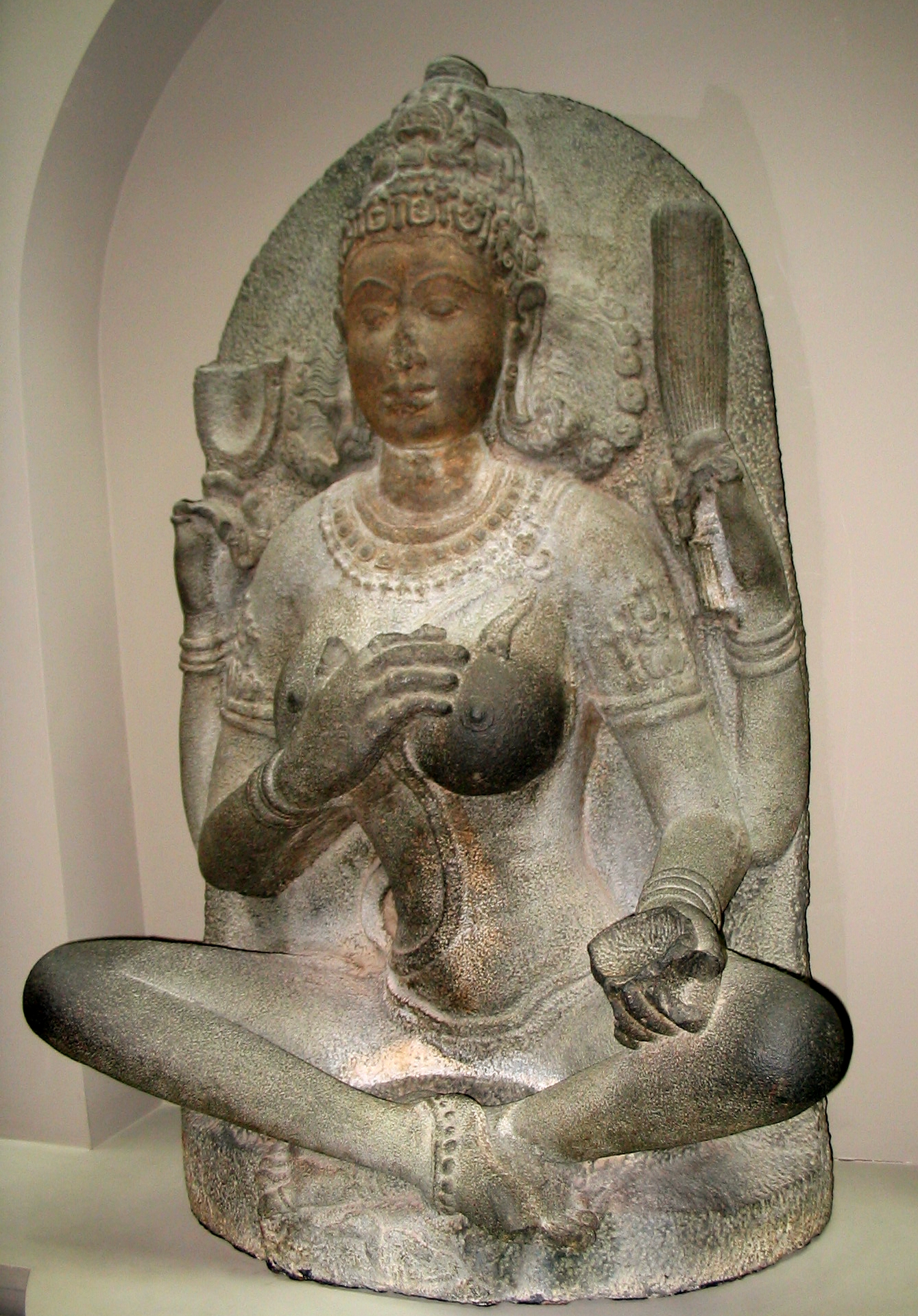
10世紀頃、チョーラ朝のヨギーニ像
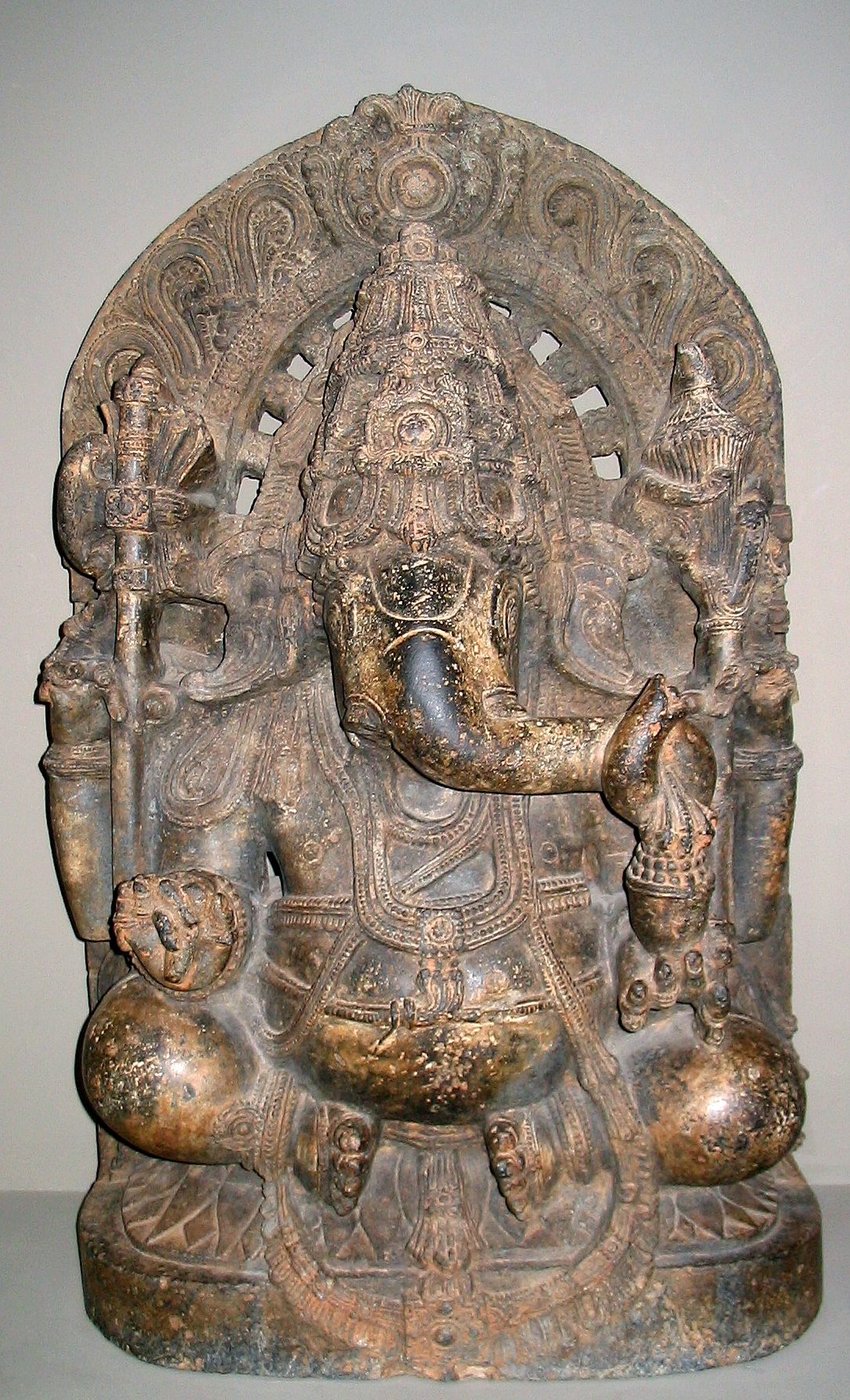
12・13世紀頃、ホイサラ朝のガネーシャ像
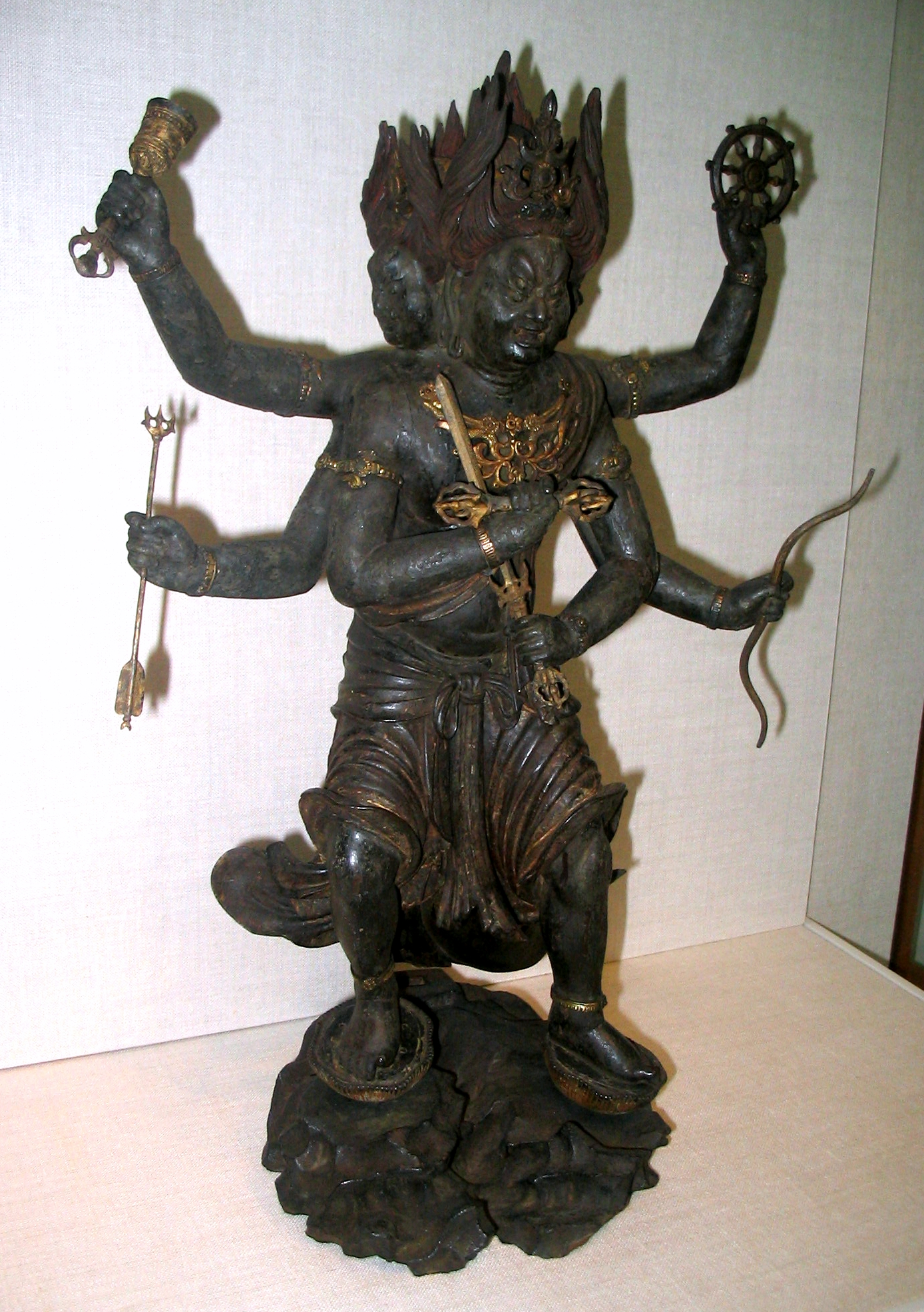
13世紀、鎌倉時代の金剛夜叉明王像
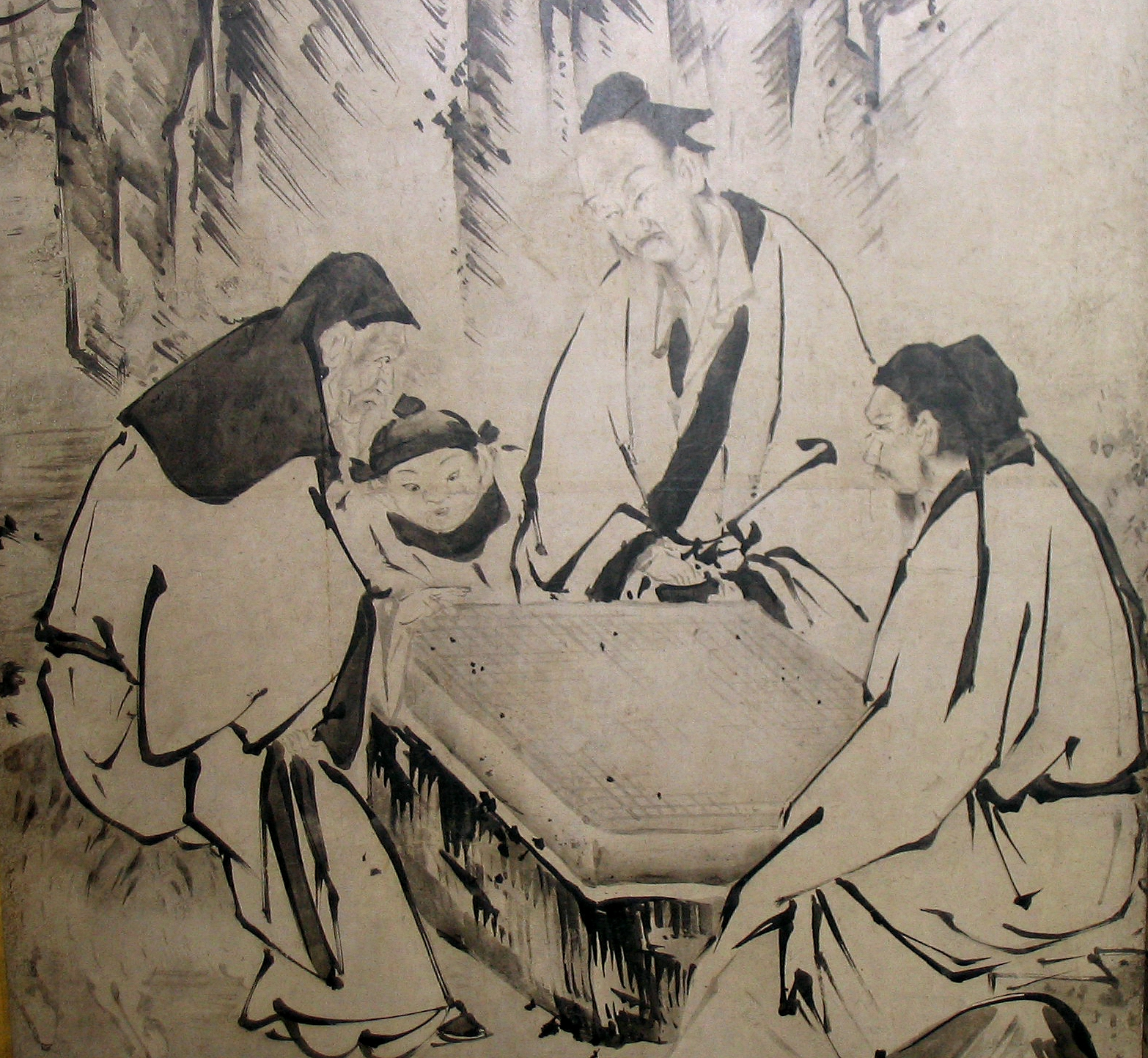
16世紀、桃山時代の水墨画(一部)、狩野永徳作
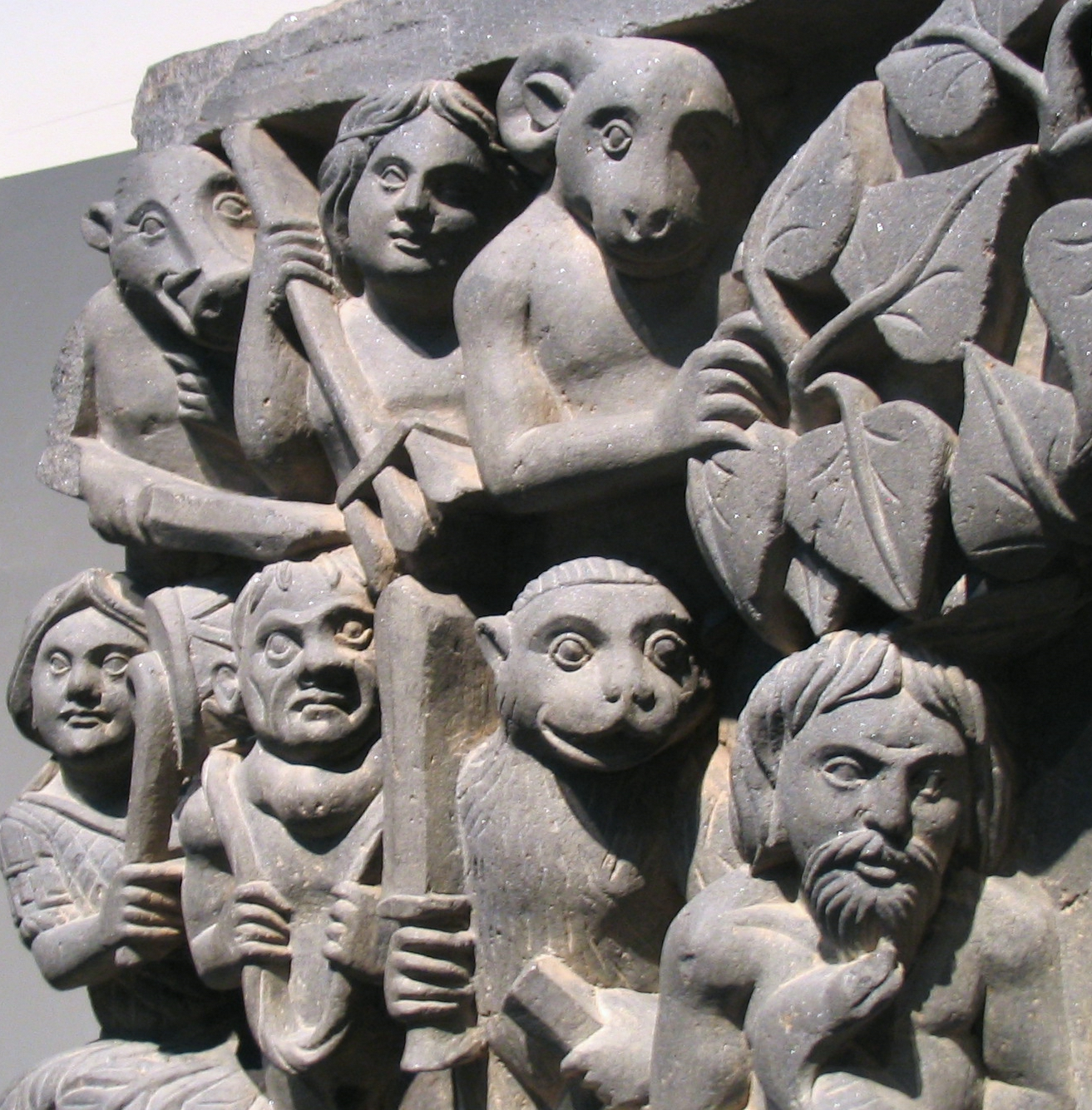
3世紀初頭、クシャーナ朝の彫刻、仏陀の一生より(一部)